# ختم بريد خلفي
الختم الخلفي في علم طوابع البريد، هو ختم بريدي على ظهر الرسالة يُظهر مكتب البريد أو المحطة التي مُرّرت من خلالها الرسالة أو الظرف المرسل أثناء النقل. يجوز لمكتب التسليم أيضًا وضع ختم خلفي على الغلاف ويعرف هذا النوع من العلامات بعلامة الاستلام. لقد وفرت إشارة الختم طريقة لتتبع مسار الرسالة، مما أدى إلى تبسيط عملية إرسال البريد بشكل عام.

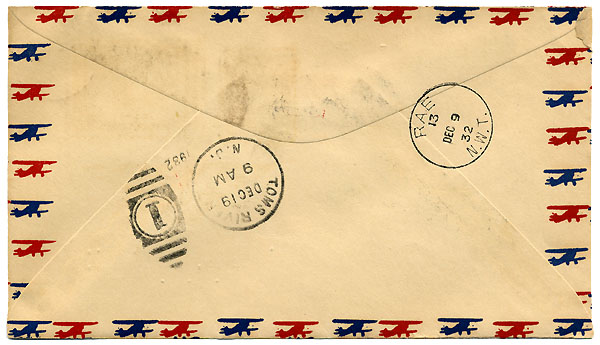
وجه خلفي لظرف بريدي مرسل من عام 1932 من راي في الأقاليم الشمالية الغربية (بهتشوكو الآن) إلى تومس ريفر، يحمل ختم خلفي من مكتب بريد (تومز ريفر)

غالبًا ما تطبق الأختام الخلفية كتوثيق لأوقات العبور، سواء كانت طويلة في حالة عبور المحيط بالسفن أو قصيرة في حالة رحلات البريد الجوي بالطائرات. غالبًا ما يختم البريد المسجل بختم خلفي لإظهار سلسلة العهدة.
يمكن أن يحتوي البريد الذي يحتوي على مسارات معقدة على عشرات الأختام الخلفية أو أكثر. على الرغم من أن هذه الأغلفة قد تبدو مشوهة تشوّها كبيرًا مع وجود الأختام المتداخلة، إلا أنها ليست شائعة وبالتالي فهي ذات قيمة عالية وتحظى باهتمام كبير لدى هواة جمع الطوابع، حيث توصف بأنها "سافرت كثيرًا".

## معرض صور

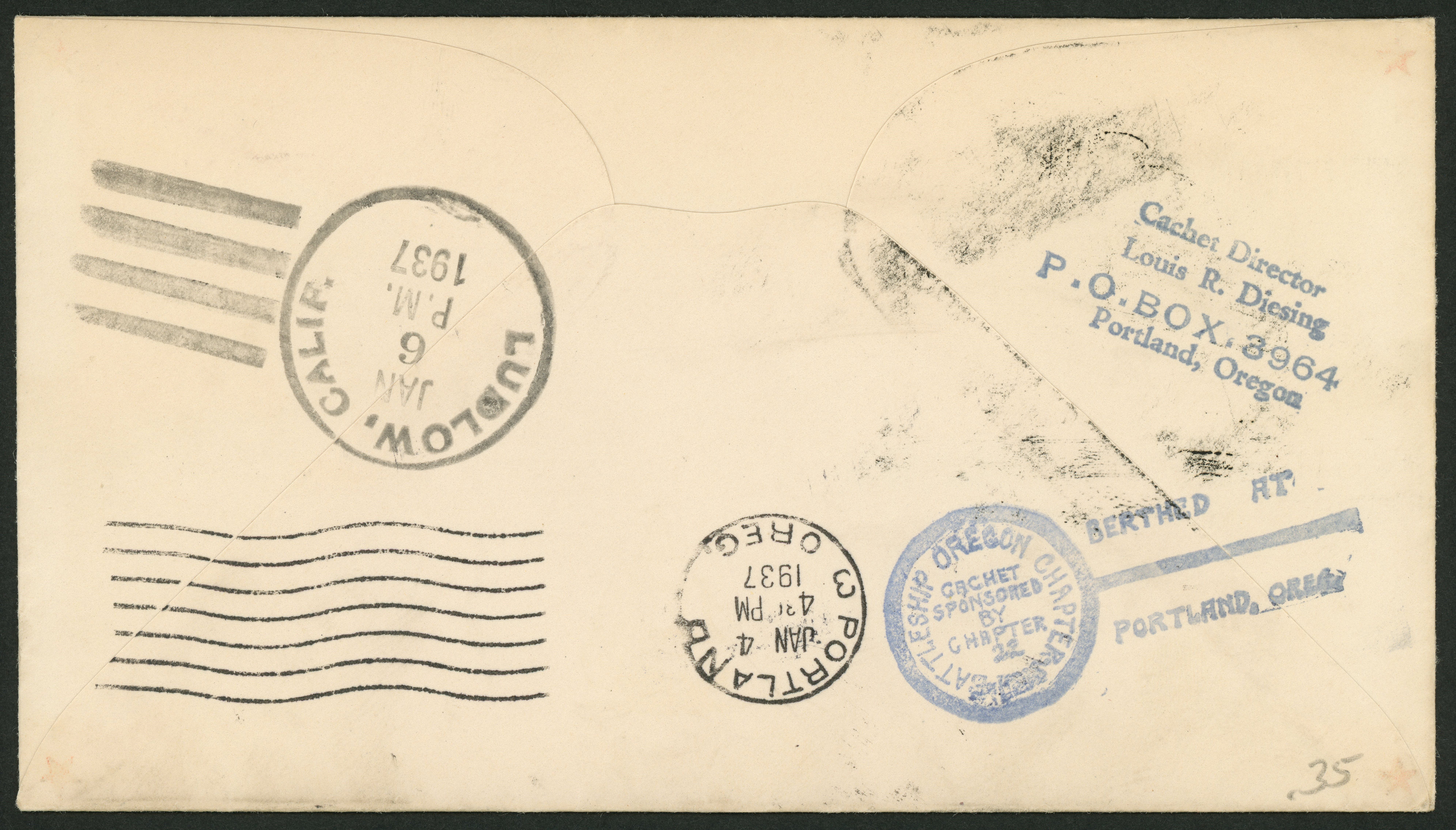
أختام خلفية على الظرف البريدي عام 1937
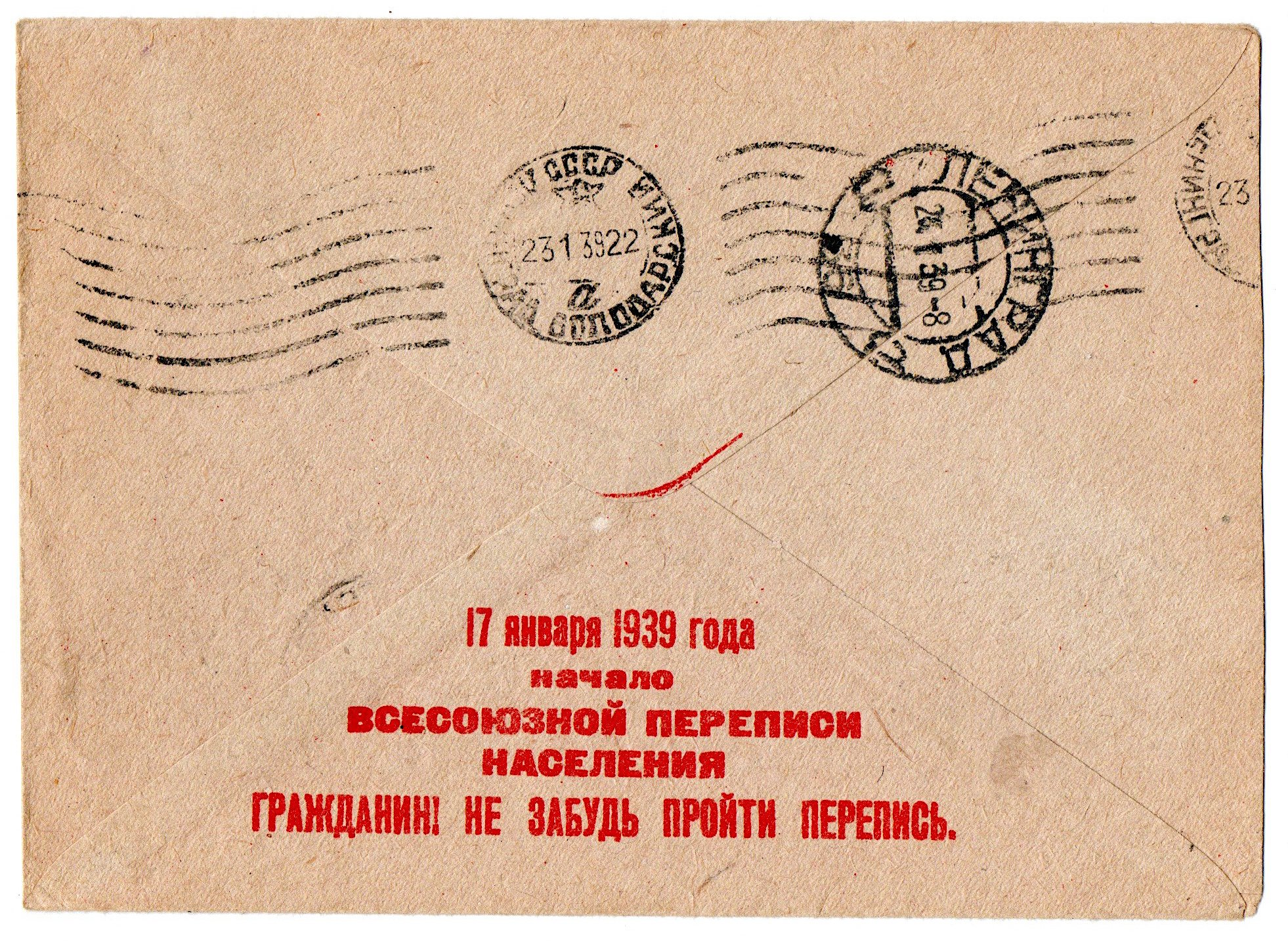
ظهر غلاف مسجل للاتحاد السوفياتي مسجل بتاريخ 1939-01-23 مرسل من لينينجراد
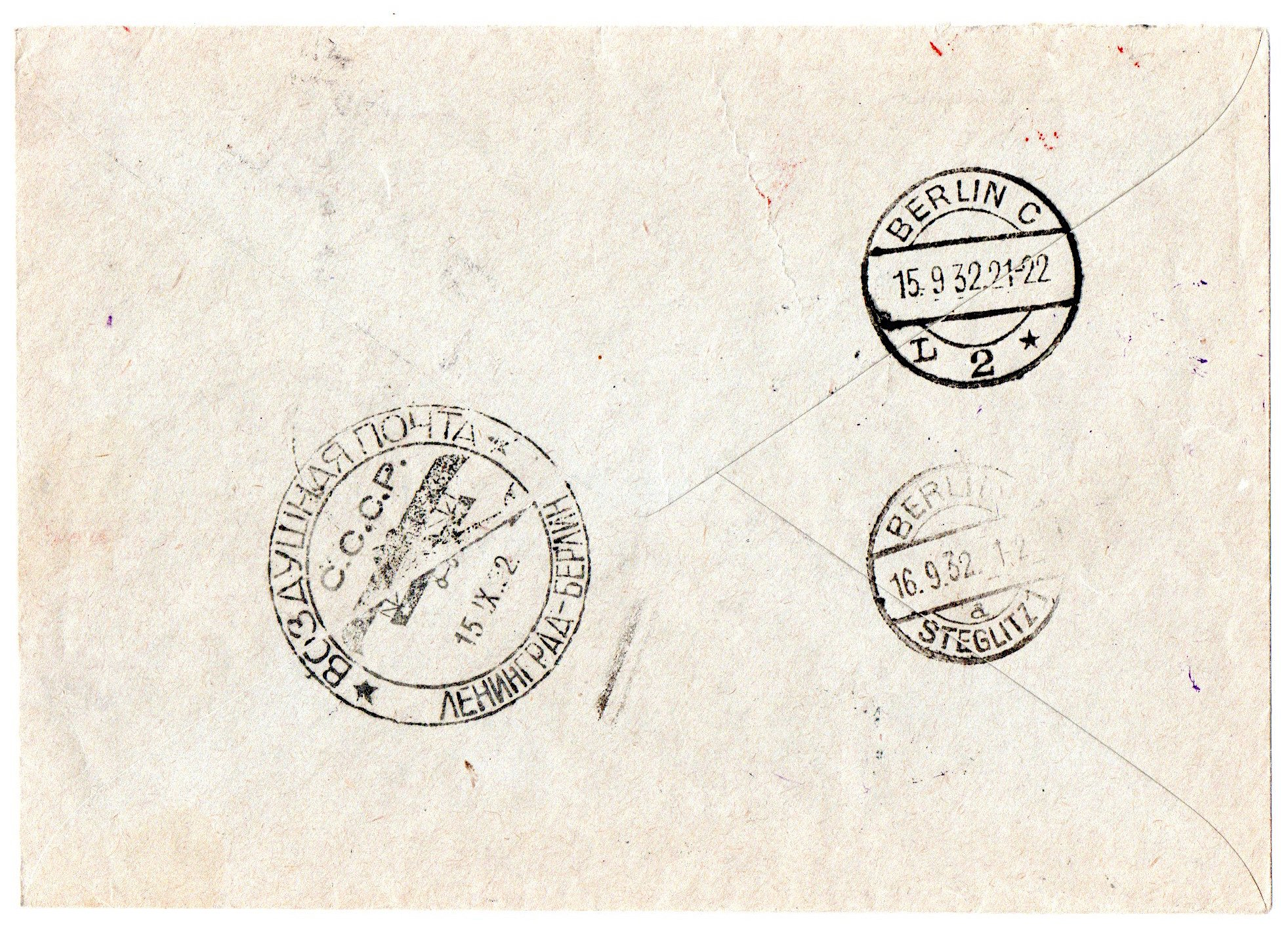
أختام خلفية على الظرف البريدي في عام 1932
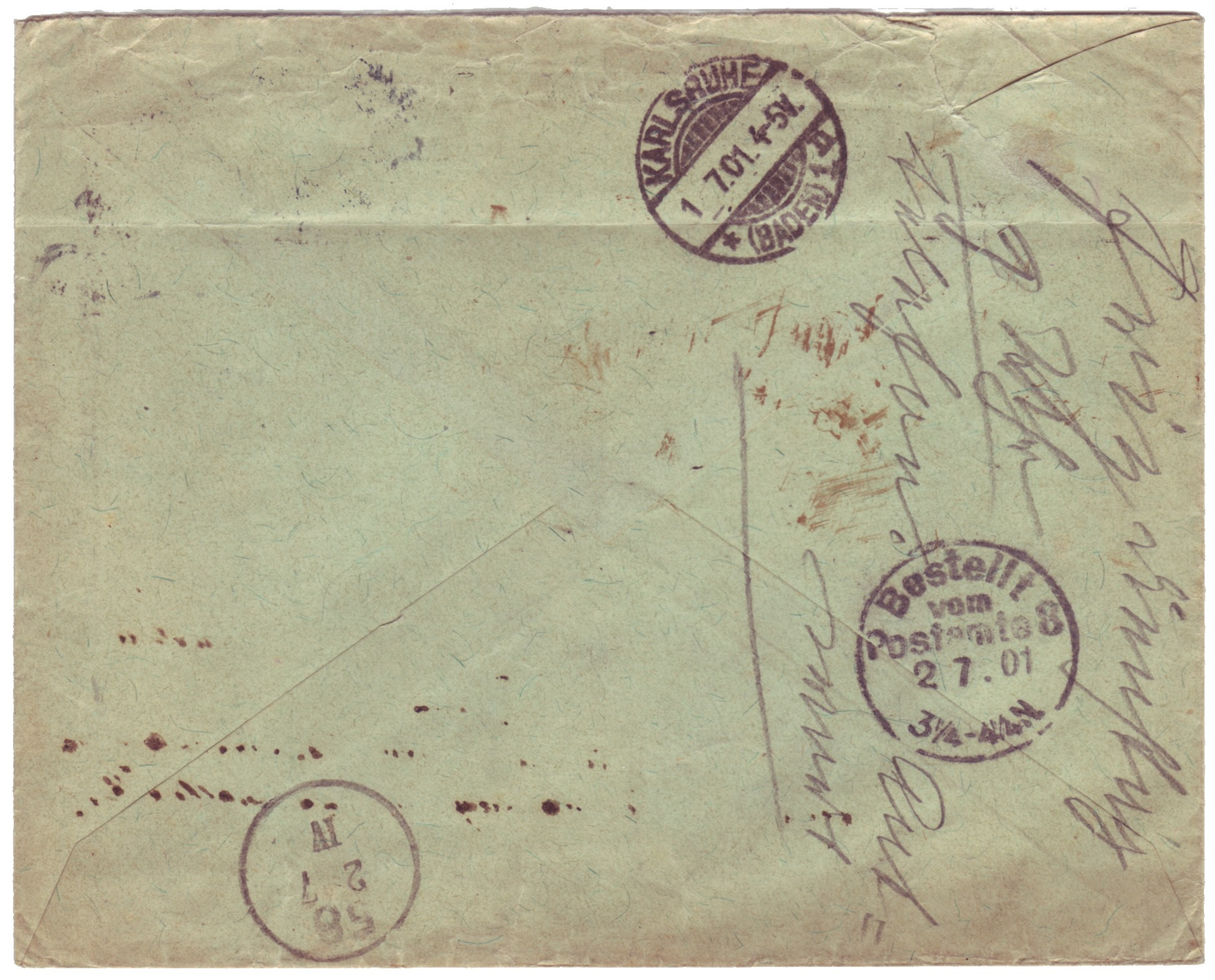
ظهر رسالة مؤرخة في 30 يونيو 1901 من ميونيخ إلى كارلسروه وأرسلت من هناك إلى برلين
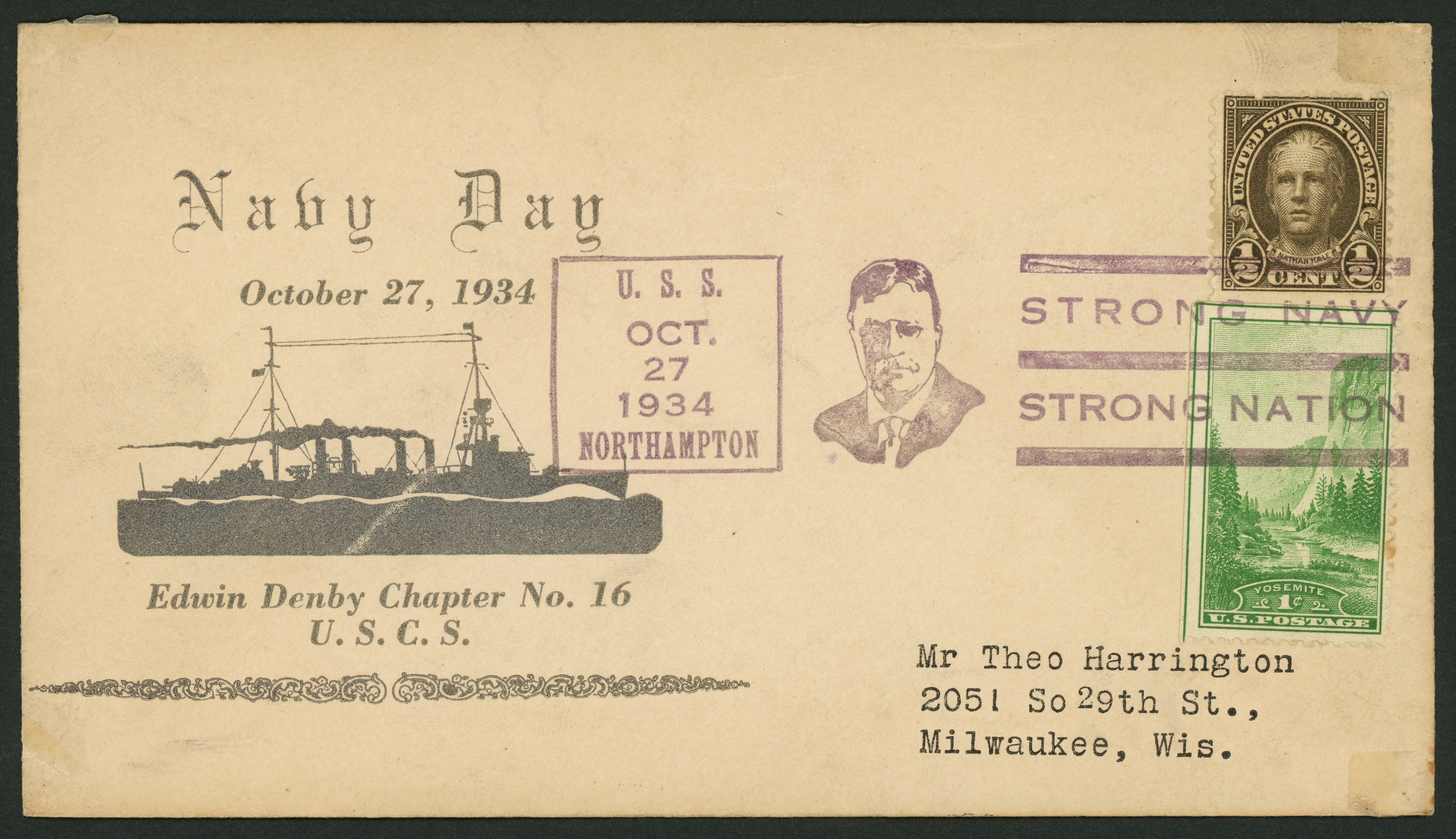
غلاف بريدي من نورثامبتون عام 1934 إلى ميلووكي، ويسكونسن تظهر عليه أختام بريد خلفية
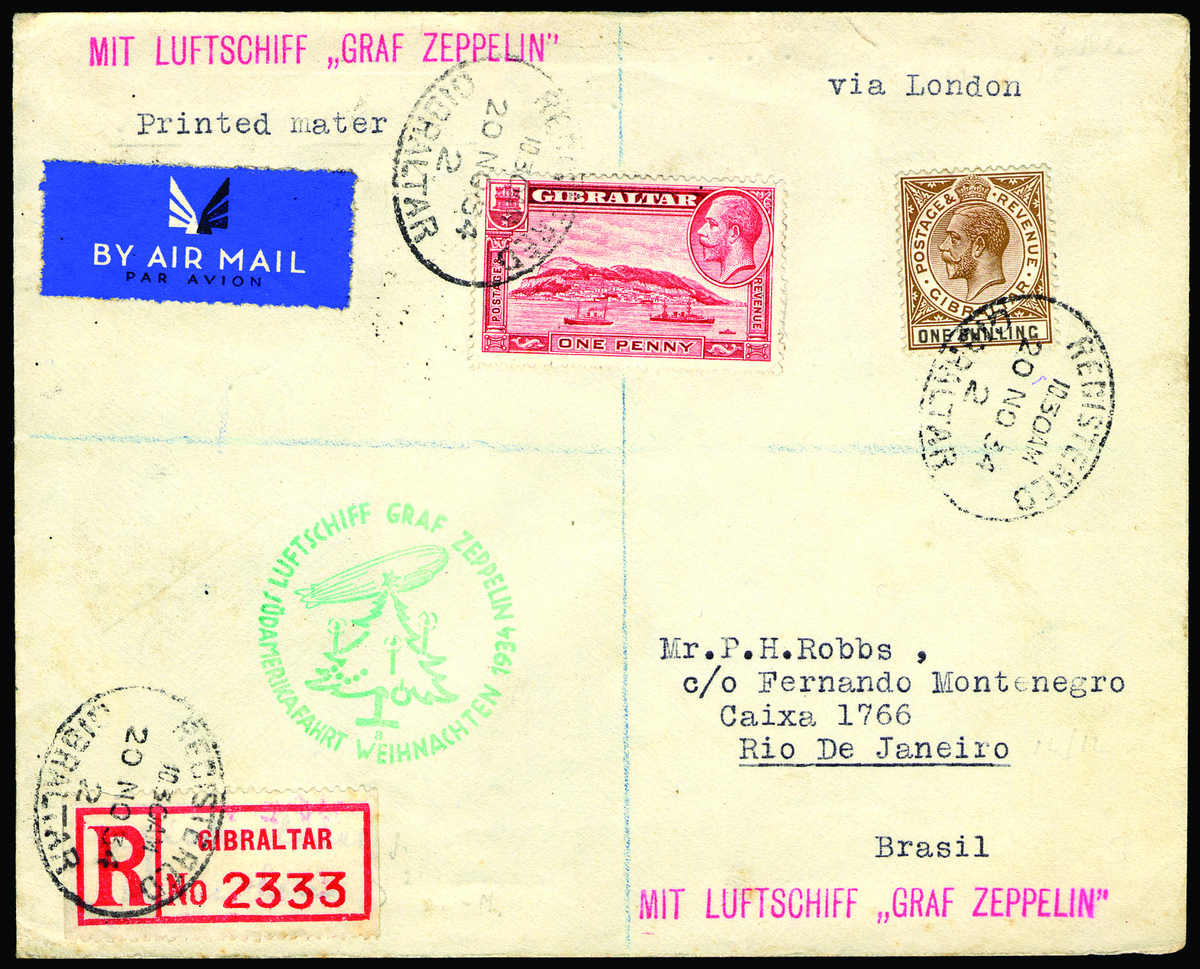
غلاف من عام 1934 (8-19 ديسمبر) لرسالة من جبل طارق عبر برلين إلى ريو دي جانيرو ويظهر عليها أختام بريد خلفية
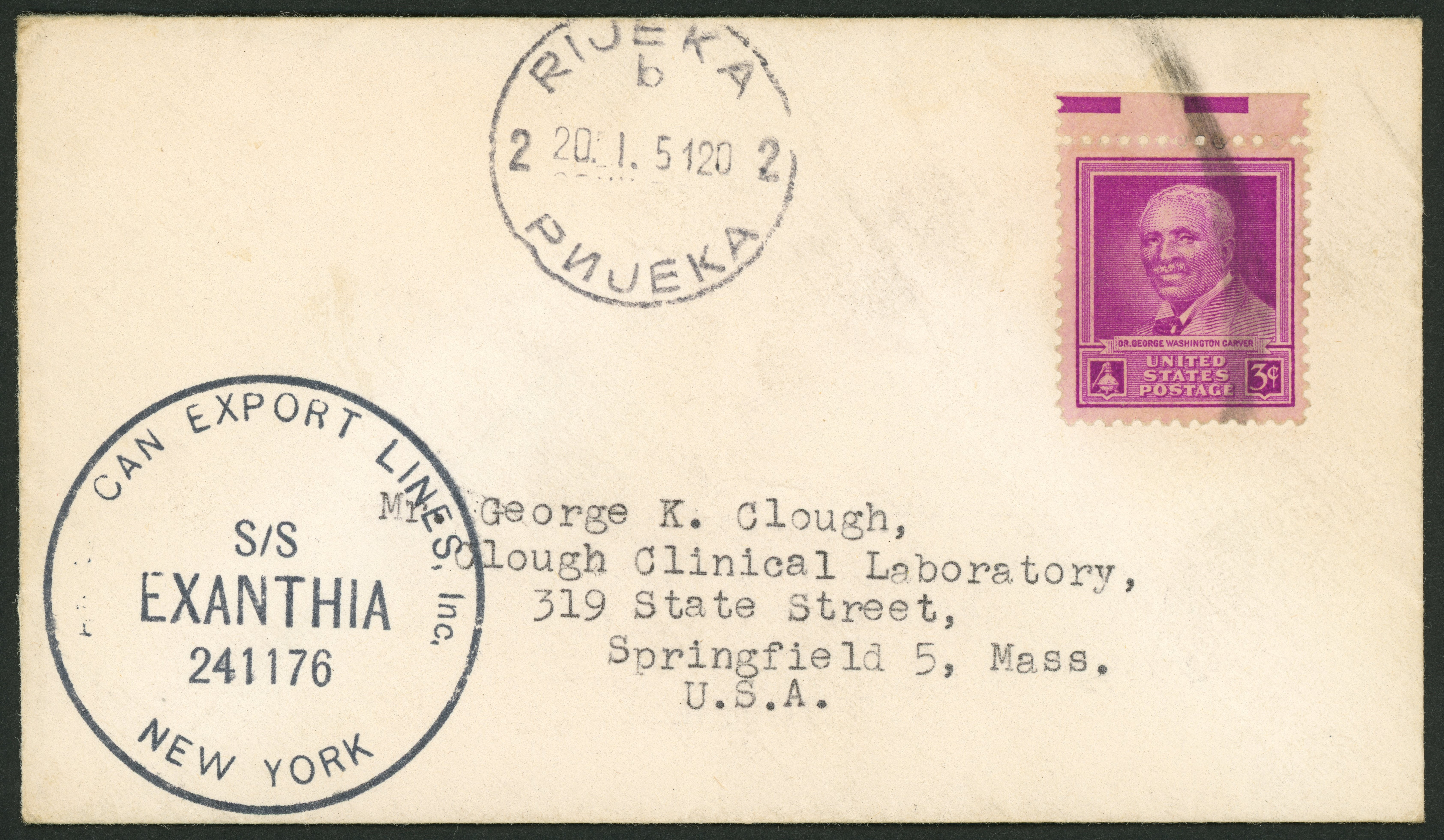
ظرف رسالة تظهر عليه أختام بريد خلفية